# 주한 에콰도르 대사관
주한 에콰도르 대사관(스페인어: Embajada del Ecuador en la República de Corea)은 대한민국 서울특별시 종로구 공평동 100 SC제일은행 16층에 위치하고 있는 에콰도르 대사관이다.

## 역사
에콰도르는 1962년 10월 5일에 대한민국과 수교했다. 대한민국은 1974년 3월 15일에 에콰도르 키토에 주에콰도르 대한민국 대사관을 설립했다. 에콰도르는 대한민국과 수교한 이후에 한동안 주일본 에콰도르 대사관에서 대한민국과 관련된 외교 임무를 겸임해 오다가 1981년 6월에 대한민국 서울에 주한 에콰도르 대사관을 설립했다.

## 주요 업무
주요 업무는 대한민국 정부와의 외교 교섭과 국제 협력, 경제, 통상 교섭, 양국 문화, 학술, 체육 교류 및 협력, 외교 정책 홍보, 대한민국 거주 에콰도르 국민의 보호와 지도, 문서의 공증, 국적, 호적, 여권 및 사증 업무 등이다.

## 같이 보기
- 대한민국-에콰도르 관계
- 주에콰도르 대한민국 대사관
- 에콰도르의 재외공관 목록
- 대한민국 주재 외국공관 목록